# Jorge de Buen Unna
Jorge de Buen Unna (Ciudad de México, 6 de septiembre de 1956) es un diseñador gráfico, diseñador editorial y tipógrafo mexicano.

## Trayectoria
De Buen es egresado en Diseño para la Comunicación Gráfica de la Universidad Autónoma Metropolitana (UAM) de México. Ha trabajado como dibujante, diseñador gráfico, caricaturista e ilustrador; coordinador, conductor, diseñador escenográfico, gerente de control de calidad, gerente de publicidad y gerente de diseño gráfico en instituciones de televisión mexicanas. Ha recibido reconocimientos internacionales por su trabajo en televisión, así como en su labor como caricaturista, diseñador gráfico, diseñador editorial y director artístico. Ha impartido conferencias y cursos en diversas universidades, congresos e institutos especializados en México, Argentina, Brasil, Chile, El Salvador, los Estados Unidos, Canadá, Uruguay y España. Entre los temas figuran: diseño editorial, tipografía, ortotipografía, ortografía, tipometría, manejo de diseño gráfico y editorial, creatividad, legibilidad, televisión, traducción, animación, diseño gráfico en televisión, promoción de la televisión.
De 1986 a 1994 dirigió en la Ciudad de México su propia compañía, Sentido Creativo, S. A. de C. V., empresa de diseño gráfico, arquitectura y comunicación. De 1994 al 2009 radicó en la ciudad de Tijuana, trabajando como diseñador gráfico e investigador de mercados para Grupo Caliente, una empresa dedicada al entretenimiento con apuestas.
Es director general de Imprimátvr, agencia de visto bueno, y miembro de la Association Typographique Internationale (ATypI), de la Society of Typographic Aficionados (S{o}TA) y del colectivo Palabras Mayores.
Vive desde 2009 en la ciudad de Querétaro. Actualmente es miembro docente de la Universidad Anáhuac de esa ciudad.

## Tipos de su autoría
Como tipógrafo, es autor de las fuentes Unna y Caliente.